# Stanion
Stanion is een civil parish in het bestuurlijke gebied Corby, in het Engelse graafschap Northamptonshire met 1252 inwoners.